# 大布尔卢克市镇
大布尔卢克镇级市镇（烏克蘭語：Великобурлуцька селищна громада），是乌克兰哈爾科夫州庫皮揚斯克區的一个市镇，行政中心为大布爾盧克。市镇面积为839.5平方公里，人口数量为15,048人（2020年）。

## 聚居点
该市镇包括一个市级镇（大布爾盧克）、35个村庄和15个乡村居民点。村莊列表如下：
- 安巴爾內
- 安德里伊夫卡
- 阿爾庫希內
- 巴爾卡
- 布里亞基夫卡
- 韋塞萊（烏克蘭語：Веселе (Куп'янський район)）
- 赫尼利察
- 第一赫尼利察
- 霍盧比夫卡
- 霍里亞內
- 赫里霍里夫卡
- 茹基夫亞爾
- 扎米斯特
- 澤萊內哈伊
- 卡泰里尼夫卡
- 克拉斯內
- 萊貝迪夫卡
- 洛佐韋
- 小布爾盧克
- 曼齊夫卡
- 米哈伊利夫卡
- 內斯泰里夫卡
- 新亞歷山德里夫卡
- 新塞利夫卡
- 普洛斯凱
- 波爾科夫尼切
- 羅霍江卡
- 中布爾盧克
- 斯泰齊基夫卡
- 哈特涅
- 舍夫琴科韋 (新亞歷山德里夫卡村委會)
- 舍夫琴科韋 (小布爾盧克村委會)
- 希普瓦泰
- 尤爾伊夫卡
- 亞耶奇內